# جام قهرمانان باشگاه‌های عربی ۲۰۲۳
جام قهرمانان باشگاه‌های عربی ۲۰۲۳ (به انگلیسی: 2023 Arab Club Champions Cup) با نام اصلی جام باشگاهی ملک سلمان ۲۰۲۳ سی‌امین دورهٔ مسابقات جام قهرمانان باشگاه‌های عربی است که به افتخار پادشاه عربستان «ملک سلمان» برگزار می‌شود.
باشگاه فوتبال النصر عربستان سعودی با برد باشگاه فوتبال الهلال عربستان سعودی در فینال، قهرمان این دوره از رقابت‌ها شد.

## مقدار جایزه و اسپانسر
| مقدار جایزه    | مقدار جایزه    |
| -------------- | -------------- |
| قهرمان         | ۶،۰۰۰،۰۰۰ دلار |
| نایب‌قهرمان     | ۲،۵۰۰،۰۰۰ دلار |
| نیمه نهایی     | ۲۰۰،۰۰۰ دلار   |
| یک چهارم نهایی | ۱۵۰،۰۰۰ دلار   |
| دور گروهی      | ۱۰۰،۰۰۰ دلار   |
| دور مقدماتی    | ۲۰،۰۰۰ دلار    |

اسپانسر جام قهرمانان باشگاه‌های عربی ۲۰۲۳:
| اسپانسر          |
| ---------------- |
| هواپیمایی امارات |

## یک چهارم نهایی
| السد قطر                    | ۲–۴ | الشرطه عراق                                             |
| --------------------------- | --- | ------------------------------------------------------- |
| اکرم عفیف ۲۴' (پنالتی)، ۸۱' |     | امیر صباح ۳۳' آسو رستم ۵۹' (پنالتی)، ۷۸' احمد فرهان ۷۰' |

| الاتحاد عربستان | ۱–۳ | الهلال عربستان                                               |
| --------------- | --- | ------------------------------------------------------------ |
| رومارینیو ۵۶'   |     | میلینکویچ-ساویچ ۴۵+۳' سالم الدوسری ۴۵+۳' (پنالتی) مالکوم ۷۰' |

| النصر عربستان                                         | ۳–۱ | الرجا کازابلانکا            |
| ----------------------------------------------------- | --- | --------------------------- |
| کریستیانو رونالدو ۱۹' سلطان الغنام ۲۹' سکو فوفانا ۳۸' |     | عبدالله مادو ۴۱' (گل‌به‌خودی) |

| الشباب عربستان                                           | ۰–۰ (و.ا.) | الوحده امارات                                                 |
| -------------------------------------------------------- | ---------- | ------------------------------------------------------------- |
|                                                          |            |                                                               |
| ضربات پنالتی                                             |            |                                                               |
| اور بانگا حسان تمبکتی هتان باهبری ترکی العمار ماجد کنابه | ۴-۵        | ژائو پدرو کریستین گوانکا فارس جمعه احمد نوراللهی لوکاس پیمنتا |

## نیمه نهایی
| النصر عربستان                  | ۱–۰ | الشرطه عراق |
| ------------------------------ | --- | ----------- |
| کریستیانو رونالدو ۷۵' (پنالتی) |     |             |

| الهلال عربستان                                 | ۳–۱ | الشباب عربستان     |
| ---------------------------------------------- | --- | ------------------ |
| محمد کنو ۹' مالکوم ۴۵+۳' عبدالله الحمدان ۹۰+۵' |     | گوستاوو کوئیار ۵۶' |

## فینال
| الهلال عربستان | ۱–۲ (و.ا.) | النصر عربستان      |
| -------------- | ---------- | ------------------ |
| - مایکل ۵۱'    | گزارش      | - رونالدو ۷۴'، ۹۸' |

## گلزنان
۶ گل
- کریستیانو رونالدو

۳ گل
- کریم بنزما

۲ گل
- آسو رستم
- اور بانگا
- اکرم عفیف
- زیزو
- سالم الدوسری
- سرگی میلینکویچ-ساویچ
- مالکوم
- میشائل
- سید محمد (زمالک)

۱ گل
- گوستاوو کوئیار
- گونزالو پلاتا
- کریستین گوانکا
- پائولو اوتاویو
- محمد کنو
- عبدالله الحمدان
- عبدالرزاق حمدالله
- عبدالله العمری
- طه یاسین الخنیسی
- طارق سلمان
- سکو فوفانا
- سلطان الغنام
- رومارینیو
- روبن نوس
- تالیسکا
- بغداد بونجاح
- احمد بامسعود
- ژائو پدرو
- زکریا الوردی
- یسری بوزوک
- سهیل سالم
- سیف الدین بوهره
- اوسمه بوقره
- احمد فرهان
- معاد حداد
- محمد زریده
- محمد اسلام بالخیر
- حسین رحیمی
- فاکوندو کروسپزکی
- بوشعیب ارسی
- بوباکار عبدالمجید
- ایوب العملود
- امیر صباح
- علا عبدالزهره
- ایمن بوقره
- عبدالعزیز العلیوه
- احمد الظفیری
- Ahmed Kraouaa